# Center (košarka)
Center je eden od petih standardnih igralnih mest v košarki. Košarkar, ki igra na poziciji centra je običajno najvišji in najmočnejši v moštvu ter je po navadi zadolžen za igro pod košem kjer lahko najbolje izkorišča svojo telesno moč in višino. Za igralno mesto centra velja tudi označba petka ali petica, ki se nanaša na zaporedno številsko označbo pozicije. V nekaterih drugih jezikih, na primer romanskih je v uporabi ime Pivot, ki se ga včasih sliši tudi kot izraz v žargonu.   

## Vloga centra
V vrhunski, profesionalni košarki je center nujen igralec uspešnega moštva. V košarkarski igri je center igralec, ki je zadolžen za igro pod košem tako v napadu kot v obrambi, svojo višino in moč izkorišča za dosego točk izpod samega koša in zaustavljanje nasprotnikovih centrov in drugih igralcev, ko se le ti približajo košu, če se da, z atraktivnimi blokadami. Tipični center je najvišji igralec na igrišču, zato redno sodeluje pri skokih za od koša odbitimi žogami. Za gledalce zelo zanimiva košarkarska prvina je zabijanje, ki ga je center sposoben izvajati zaradi svoje višine. Med uspešne slovenske centre uvrščamo Raša Nesterovića, Slavka Kotnika, Primoža Brezca ali Gašperja Vidmarja.